# Mesvissen
Mesvissen (Notopteridae) zijn een familie van straalvinnige vissen uit de orde van Beentongvissen (Osteoglossiformes).

## Geslachten
- Chitala Fowler, 1934
- Notopterus Lacépède, 1800
- Papyrocranus Greenwood, 1963
- Xenomystus Günther, 1868